# New York, New York (film)
New York, New York (v anglickém originále New York, New York) je americký muzikálový film z roku 1977. Režisérem filmu je Martin Scorsese. Hlavní role ve filmu ztvárnili Liza Minnelliová, Robert De Niro, Lionel Stander, Barry Primus a Mary Kay Place.

## Ocenění
Liza Minnelliová a Robert De Niro byli za své role v tomto filmu nominováni na Zlatý glóbus. Film byl dále nominován na dva Zlaté glóby v kategoriích nejlepší muzikál či komedie a nejlepší originální píseň. Nominován byl také na dvě ceny BAFTA v kategoriích nejlepší kostýmy a soundtrack.

## Obsazení
| Liza Minnelliová | Francine Evans  |
| Robert De Niro   | Jimmy Doyle     |
| Lionel Stander   | Tony Harwell    |
| Barry Primus     | Paul Wilson     |
| Mary Kay Place   | Bernice Bennett |
| Frank Sivero     | Eddie DiMuzio   |
| Georgie Auld     | Frankie Harte   |
| George Memmoli   | Nicky           |